# 쏨뱅이
쏨뱅이(Sebastiscus marmoratus)는 페르카목 양볼락과 쏨뱅이아과에 속하는 물고기이다.

## 개요
몸길이는 20cm 정도이며, 몸은 쏘가리와 비슷하나, 등지느러미 가시가 열두 개인 점으로 구별한다. 몸 빛깔은 서식하는 장소에 따라 다양하여 일반적으로 연안의 것은 흑갈색이고, 깊은 곳의 살고 있는 쏨뱅이는 붉은빛을 띤다. 몸 옆구리에는 다섯 줄의 불규칙한 흑갈색 가로띠가 있다. 양턱은 거의 같은 길이이나 아래턱이 약간 짧다. 머리의 가시는 길고 날카로우며 두 눈 사이는 깊이 패어져 있고 융기 연(緣)의 뒤끝은 머리가시에서 끝난다. 비늘은 작은 빗비늘이며 연안성어로 연안의 암초부에 서식한다. 태생이며, 12 ~ 4월에 새끼를 낳는다.